# Gmina Munkedal
Gmina Munkedal (szw. Munkedals kommun) – gmina w Szwecji, w regionie Västra Götaland, z siedzibą w Munkedal.
Pod względem zaludnienia Munkedal jest 210. gminą w Szwecji. Zamieszkuje ją 10 318 osób, z czego 49,04% to kobiety (5060) i 50,96% to mężczyźni (5258). W gminie zameldowanych jest 383 cudzoziemców. Na każdy kilometr kwadratowy przypada 16,16 mieszkańca. Pod względem wielkości gmina zajmuje 151. miejsce.